# Otto Burrmeister

Ruhrfestspiele: Altes Logo

Otto Bernhard Friedrich Burrmeister (* 14. Oktober 1899 in Hamburg; † 20. Oktober 1966 in Recklinghausen) war ein deutscher Festspielintendant. Nach einer weitgehend autodidaktisch betriebenen Ausbildung wurde er 1945 Verwaltungsdirektor mehrerer Hamburger Theater und gehörte in dieser Funktion zu den Gründern der Ruhrfestspiele in Recklinghausen, die er von 1951 bis 1966 verantwortlich leitete.

## Familie, Ausbildung und frühe Tätigkeit
Otto Burrmeister wurde in Hamburg als siebtes von acht Kindern geboren. Seine Mutter Friederike Dorothea Marie, geb. Buck, stammte aus Mecklenburg, sein Vater Joachim Friedrich Albert Burrmeister aus Pommern. Dieser war Bauhilfsarbeiter und Analphabet. Otto Burrmeister besuchte von 1906 bis 1924 die Volksschule, wobei er zwei Klassen überspringen durfte. Dort trat er mit „erstaunlichen Gedächtnisleistungen“ und Kopfrechenfähigkeiten hervor. Schon mit zwölf Jahren trug er als Laufjunge in einem Handelsunternehmen zum Familieneinkommen bei; nach Beendigung seiner Schulzeit begann er dort eine kaufmännische Lehre, die er jedoch abbrach. Während seiner Schulzeit begann er, sich Wissensgebiete autodidaktisch anzueignen und klassische Literatur zu lesen.
1914 trat er in die „Marine-Jugendwehr“ ein, wo er eine vormilitärische Ausbildung erhält, unter anderem im Signalwesen. 1916 trat er in die Arbeiterjugendbewegung ein, wo er unter anderem Erich Ollenhauer kennenlernte. 1917 wurde er zum 4. Garde-Regiment zu Fuß nach Potsdam eingezogen; er kämpfte in der März-Offensive bei St. Quentin. 1919 wurde er aus der Armee entlassen und war danach zwei Jahre arbeitslos. In dieser Zeit wurde er Mitglied der USPD-nahen „Freien Proletarischen Jugend“. Er besuchte Lehrveranstaltungen der neuen Universität Hamburg in Wirtschaftswissenschaften und befasste sich mit philosophischer Literatur. Neben seiner zeichnerischen Begabung entwickelte er ein großes Interesse für das Theater. Bei dieser Beschäftigung machte er in Hamburg frühzeitig Bekanntschaft mit bedeutenden Theaterleuten wie Gustaf Gründgens, Paul Kemp und Fritz Kortner.
1922 nahm er für kurze Zeit eine kaufmännische Ausbildung an den Grone-Schulen auf, bis er Prokurist im Handelsunternehmen eines Freundes wurde, das 1923 bei der Einführung der Rentenmark in Konkurs ging. Danach eröffnete er eine Buch- und Papierhandlung in Altona mit der Absicht, sich die Mittel zum Besuch der „Kunst- und Gewerbeschule“ zu verschaffen, geriet aber bald ebenfalls in Konkurs und wurde arbeitslos.
1927 heiratete Otto Burrmeister Gertrud Johanna Wöhler (* 19. November 1900), 1928 wurde beider Sohn Walter geboren. 1930 beteiligte er sich an der Gründung der Zeitung „Echo der Woche“ und später an der einer Erwerbslosenzeitung. Otto Burrmeister bemühte sich in dieser Zeit besonders um die kulturelle Betreuung der Erwerbslosen, zum Beispiel durch Organisation von Rezitationsabenden.
1931 war er einer der Gründer der Pionierbewegung und in der Endphase der Weimarer Republik Werbeleiter der Hamburger SPD. 1933 wurde er vorübergehend interniert. Im Zweiten Weltkrieg war er als Funklehrer eingesetzt.

## Die Ruhrfestspiele
Als unmittelbar nach dem Zweiten Weltkrieg für die Hamburger Theater zur Ergänzung des Teams um die technischen Direktoren Hermann Mendt und Adolf Zotzmann ein Verwaltungsleiter gesucht wurde, erinnerten sich frühere Mitstreiter aus der Gewerkschaftsbewegung an Otto Burrmeister. Schon zu dieser Zeit hatte er den Plan für ein gewerkschaftliches Kulturwerk; er ging davon aus, dass die Arbeiterbewegung in der Zeit der Weimarer Republik versagt habe. Als Verwaltungsleiter hatte er sich um die „elementarsten und lebensnotwendigsten Bedürfnisse“ der Theater-Mitarbeiter zu kümmern, konnte aber auch in begrenztem Rahmen in der Dramaturgie mitarbeiten. Mit dem in der extremen Kälte des Winters 1946/1947 beschafften Torf und Holz aus Wäldern in der Umgebung Hamburgs konnten die Theater nicht beheizt werden. Der Erste Bürgermeister Hamburgs Max Brauer weigerte sich zwar, die Theater mit dem viel zu knappen Brennmaterial zu versorgen, veranlasste aber, dass den Theaterleitern zwei Lastwagen zur Verfügung gestellt wurden, um damit aus dem Ruhrgebiet Kohlen zu beschaffen. Bei ihrer ersten Fahrt in einer Nacht Ende 1946 sahen Burrmeister und seine Mitfahrer als erstes von der Autobahn die Anlagen der Zeche König Ludwig 4/5 in Recklinghausen-Suderwich am Nordrand des Ruhrgebiets. Dort erhielten sie bereitwillig das Brennmaterial, wobei man die Gewichtskontrollen der britischen Besatzungsmacht zu umgehen verstand. Insgesamt konnte auf mehreren Fahrten über 300 t Koks beschafft werden.

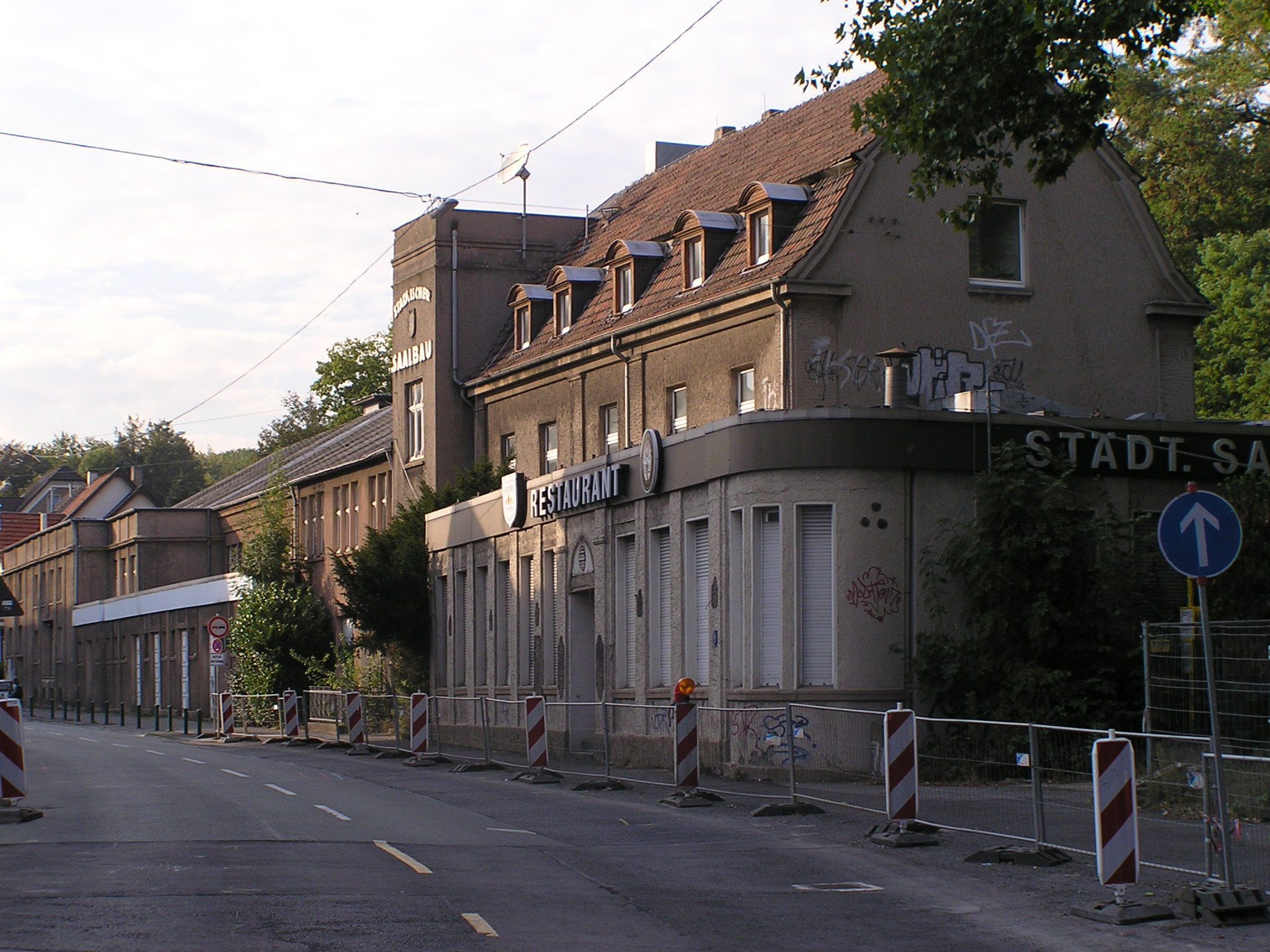
Städtischer Saalbau Recklinghausen (2006)

Als Gegenleistung gaben die Hamburger Theater (Staatsoper, Thalia-Theater, Schauspielhaus) im Sommer 1947 Gastspiele in Recklinghausen. Schon im Frühjahr 1947 entwickelte Burrmeister die Initiative zur Weiterführung der Theatergastspiele in den Folgejahren in Trägerschaft der Gewerkschaften, stieß mit dieser neuen Idee beim DGB auf Ablehnung, bei der Stadt Recklinghausen hingegen auf Interesse. Während der Sommergastspiele 1947 setzte sich Max Brauer energisch für die Etablierung von Arbeiter-Festspielen ein, wobei er die Festspiele von Bayreuth oder Salzburg als Modell sah. Otto Burrmeister gelang es 1948, Hans Böckler, damals DGB-Vorsitzender in der britischen Zone, für seine Idee zu gewinnen. Im Januar 1949 wurde die „Ruhr-Festspiel GmbH“ mit dem DGB und der Stadt Recklinghausen als Gesellschaftern gegründet.
In den ersten Jahren wurden unter der Leitung von Karl Pempelfort Gastspiele fremder Bühnen geboten, ab 1951 begann die Tradition der Eigeninszenierungen. Im gleichen Jahr übernahm Otto Burrmeister, der bis dahin für die Werbung zuständig war, die Leitung der Festspiele, die er bis 1966 behielt. Einen wichtigen ideellen Unterstützer fand Burrmeister in Bundespräsident Theodor Heuss. Auf dessen Initiative hin wurde ein Förderverein ins Leben gerufen, in dem sich unter anderem industrielle Förderer engagierten. Weil der Städtische Saalbau in Recklinghausen als Spielstätte nur sehr unzureichend für die Aufführungen geeignet war, erreichte Burrmeister den Bau eines eigenen Festspielhauses, das 1965 eingeweiht wurde.

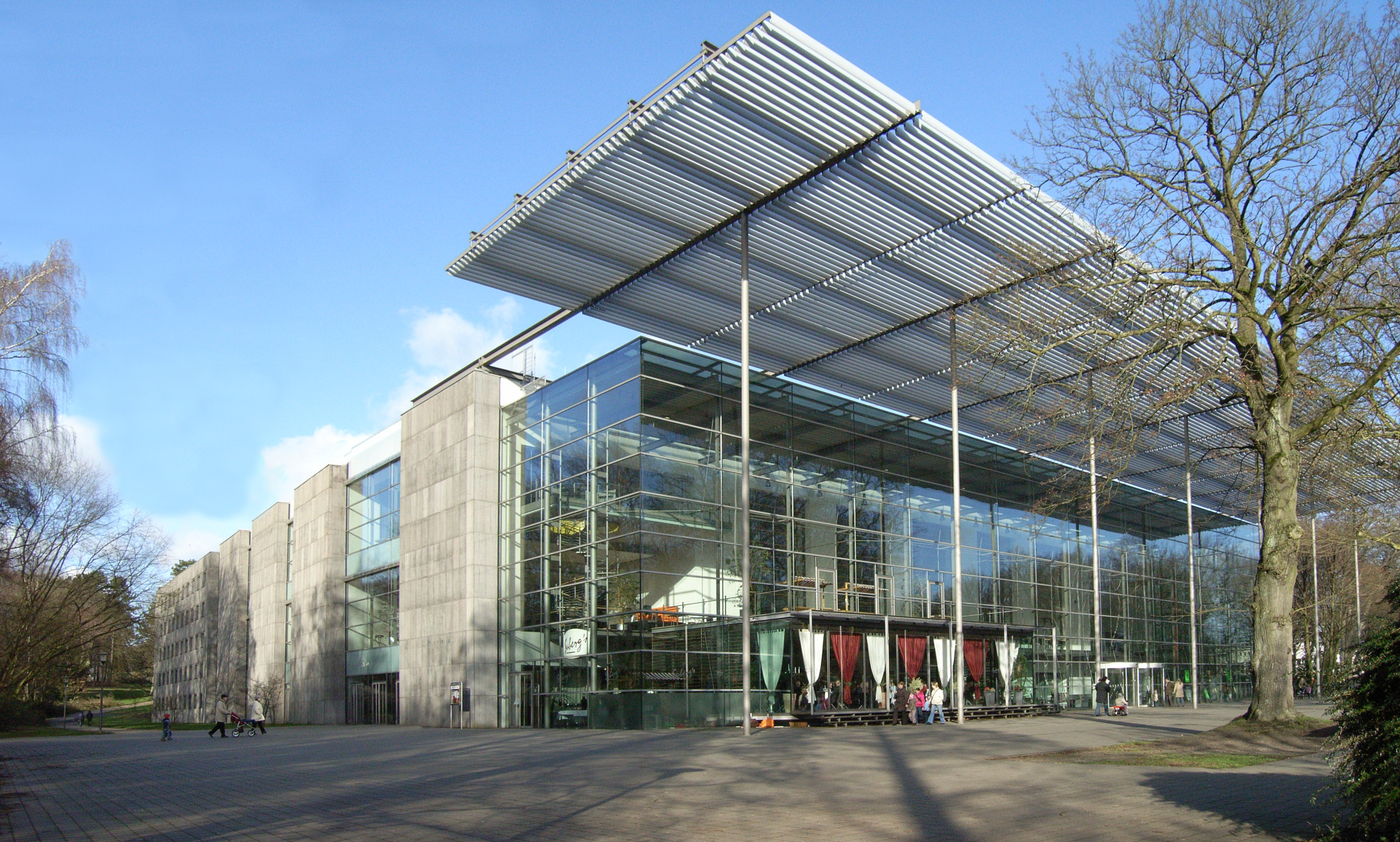
Ruhrfestspielhaus (2007)

Für Burrmeister hielten die Ruhrfestspiele unter den zahlreichen Festspielgründungen nach dem Zweiten Weltkrieg eine Sonderstellung, da eine völlig neue Besucherschicht erschlossen werden sollte. Dementsprechend lehnte er einen Austausch mit den Bad Hersfelder Festspielen ab, da diese nicht den „sozialen Charakter“ wie die Ruhrfestspiele tragen. Burrmeister konnte sich zunächst nicht mit der Bezeichnung „Festspiele“ anfreunden, für ihn waren es Kulturtage, bis 1956 lautete dementsprechend die offizielle Bezeichnung „Ruhrfestspiele, Kulturtage der Arbeit“. Im März 1948 legte der Aufsichtsrat für die Spielplanaufstellung fest: „Auf die Mentalität des Ruhrkumpels muß dabei Rücksicht genommen werden – also keine künstlerischen Experimente.“ Nach dem Wunsch von Burrmeister blieb es nicht bei reinen Theaterfestspielen; Konzerte, Filmvorführungen, Kunstausstellungen, Begegnungen von Wissenschaftlern usw. waren eine ständige Ergänzung des Aufführungsprogramms.
In den 1950er Jahren begannen Schwierigkeiten mit dem Aufsichtsrat, die nicht nur den Etat betrafen, sondern auch die Programmgestaltung, so wurde beispielsweise 1957 die Inszenierung eines Brecht-Stücks verhindert. Ab 1964 wurde Burrmeister durch Zuordnung eines gleichberechtigten Verwaltungsleiters auf Betreiben des stellvertretenden DGB-Vorsitzenden Bernhard Tacke teilweise entmachtet. Auf Wunsch des DGB blieb Burrmeister über die Altersgrenze hinaus bis zum Abschluss der Spielzeit 1966 im Amt.
Drei Monate nach Eintritt in den Ruhestand starb Otto Burrmeister am 20. Oktober 1966 in Recklinghausen.

## Konzepte und Kritik
Otto Burrmeisters Ziel hatte nicht die Absicht, reine Arbeiterfestspiele zu organisieren, sondern sah die Arbeiter als „nur eine Gruppe unter vielen im Kreis aller schaffenden Menschen“, ihm war die „Integration der Arbeiter in den allgemeinen Bildungs- und Kulturprozess“ wichtig. Dementsprechend organisierte er die Festspiele als Gemeinschaftsprojekt von Gewerkschaftsbund und Stadt Recklinghausen und holte sich die Unterstützung finanzstarker Organisationen. Gemäß seiner Überzeugung „Der Arbeiter kommt nur über den Klassiker ins Theater“ setzte er vor allem auf klassische Stücke, nahm aber auch moderne sozialkritische Stücke in den Spielplan, während er eine Belastung mit ideologischer Problematik ablehnte.
Burrmeisters Realisierung des Volkstheater-Gedankens stieß auch auf Kritik. Gelsing kritisiert seine Orientierung an „allgemein-menschlichen und ewig-gültigen Prinzipien … statt an dem konkret-humanistischen Angebot des Sozialismus“. Die Ruhrfestspiele hätten es vermieden, „eindeutig Partei zu ergreifen für die Rechte der kulturell Unterprivilegierten“. Burrmeisters Programmgestaltung sei eine „Flucht in die Klassik“ gewesen.

## Ehrungen
Im Jahre 1966 wurde er Ehrenbürger der Stadt Recklinghausen und erhielt den Kulturpreis des Deutschen Gewerkschaftsbundes.
Otto Burrmeister war der erste Träger des 1965 vom DGB gestifteten Ehrenrings der Ruhrfestspiele, der vom jeweiligen Träger zu einem selbstgewählten Zeitpunkt an einen von ihm bestimmten Nachfolger weitergegeben wird; diese Ehrung heißt heute „Otto-Burrmeister-Ring“.
In Recklinghausen trägt die Otto-Burrmeister-Realschule seinen Namen. Straßenbezeichnungen sind die Otto-Burrmeister-Allee in Recklinghausen und der Otto-Burrmeister-Ring im Hamburger Stadtteil Steilshoop.